# جلده‌باخان
جلده‌باخان یکی از روستاهای استان آذربایجان شرقی است که در دهستان ملایعقوب بخش مرکزی شهرستان سرآب واقع شده است.
جمعیت این روستا در سال ۲۰۰۶ حدود ۷۵۰ نفر جمعیت در ۱۶۱ خانواده تعیین شد.
دربارهٔ پیشینه نام «جلده باخان» اطلاعات دقیقی در دست نیست و هرکسی بنابه برداشت خود تعبیر و تفسیر در مورد واژه جلده باخان ارائه می‌دهد.
گفته می‌شود که سال‌ها پیش در منطقه جنگی درگرفته که خان‌های منطقه درمحلی که نام کنونی آن اردها است، گرد هم آمده و اردوگاهی را تشکیل داده‌اند، وبه واسطه آن، نام این منطقه در گذر زمان از اردوگاه به اردها تغییر یافته است.
بعد از جنگ هر کدام از خان‌های منطقه، قسمتی از نواحی نزدیک به اردوگاه (اردهای کنونی) را برای سکونت انتخاب کرده و آنجا را به نام خود نامیدند.

روستای جلده باخان از اول در جای کنونی نبوده و چندین جا را از قبیل منطقه ییلاقی "قاشقا بلاخ"، "اورتا یورد" و "......." در طی سالیان دور به مکان کنونی نقل مکان کرده است که علت این جابجایی بدی آب و هوا و سختی رفت و آمد به کوه و شهر بوده است.